# Maria de Lourdes Portela
Maria de Lourdes Mazzoleni Portela (Santa Maria, 14 de enero de 1988) es una deportista brasileña que compite en judo. Ganó dos medallas en los Juegos Panamericanos en los años 2011 y 2015, y siete medallas en el Campeonato Panamericano de Judo entre los años 2009 y 2022.

## Palmarés internacional
| Campeonato Mundial      | Campeonato Mundial       | Campeonato Mundial | Campeonato Mundial |
| Año                     | Lugar                    | Medalla            | Categoría          |
| ----------------------- | ------------------------ | ------------------ | ------------------ |
| 2021                    | Budapest (Hungría)       | Medalla de bronce  | Equipo mixto       |
| Juegos Panamericanos    |                          |                    |                    |
| Año                     | Lugar                    | Medalla            | Categoría          |
| 2011                    | Guadalajara (México)     | Medalla de bronce  | –70 kg             |
| 2015                    | Toronto (Canadá)         | Medalla de bronce  | –70 kg             |
| Campeonato Panamericano |                          |                    |                    |
| Año                     | Lugar                    | Medalla            | Categoría          |
| 2009                    | Buenos Aires (Argentina) | Medalla de plata   | –70 kg             |
| 2011                    | Guadalajara (México)     | Medalla de plata   | –70 kg             |
| 2012                    | Montreal (Canadá)        | Medalla de oro     | –70 kg             |
| 2015                    | Edmonton (Canadá)        | Medalla de bronce  | –70 kg             |
| 2019                    | Lima (Perú)              | Medalla de plata   | –70 kg             |
| 2020                    | Guadalajara (México)     | Medalla de oro     | –70 kg             |
| 2022                    | Lima (Perú)              | Medalla de bronce  | –70 kg             |